# Agapanthia pustulifera
Agapanthia pustulifera är en skalbaggsart som beskrevs av Maurice Pic 1905. Agapanthia pustulifera ingår i släktet Agapanthia och familjen långhorningar.
Artens utbredningsområde är Israel. Inga underarter finns listade i Catalogue of Life.

## Bildgalleri

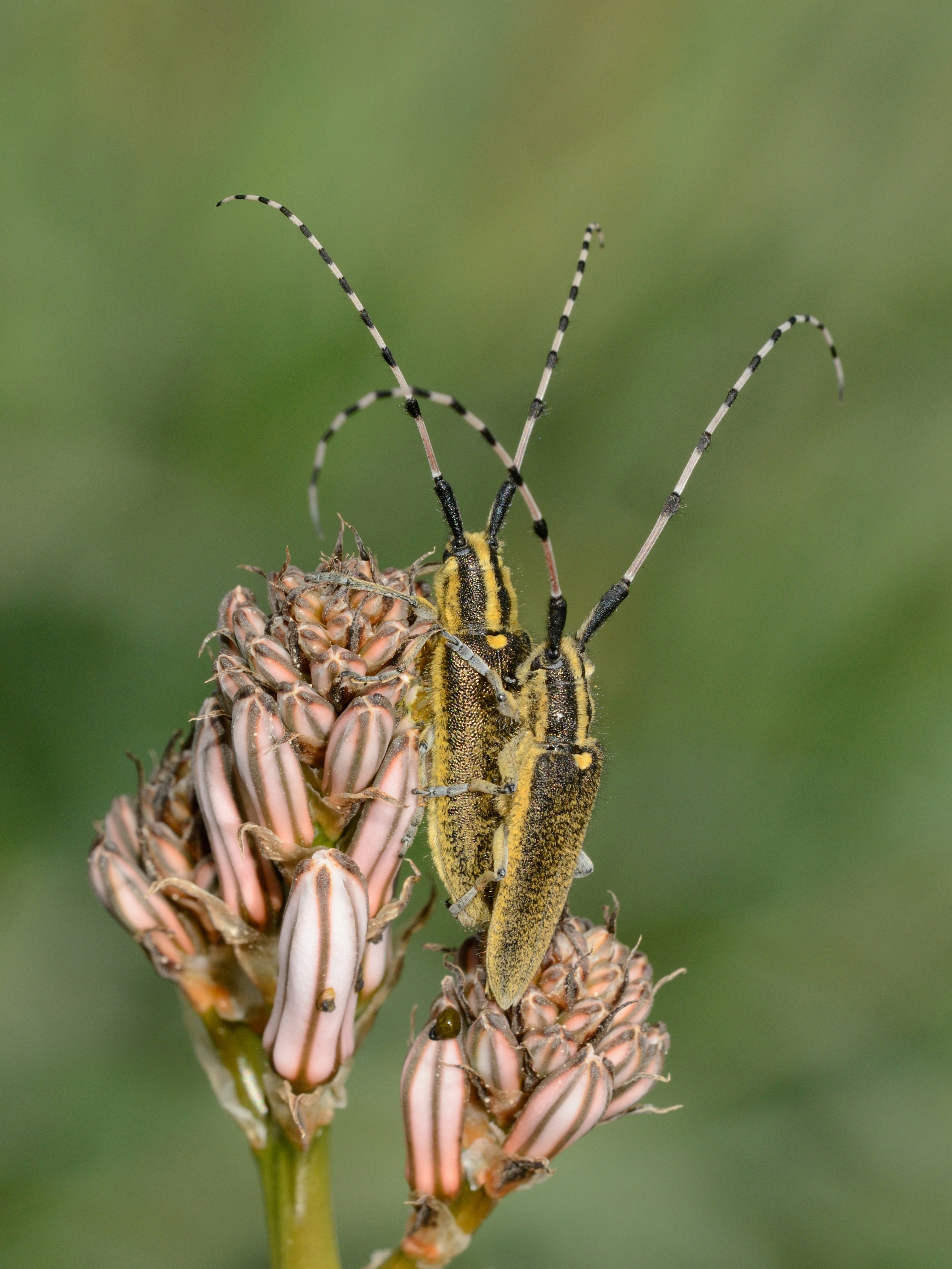